# デビルズ・バースデイ
『デビルズ・バースデイ』（原題: Devil's Due）は、2014年にアメリカ合衆国で製作されたファウンド・フッテージホラー映画。
日本では一部の劇場で公開された後、2015年8月5日にソフトレンタルが開始され、2015年9月2日にソフト発売がなされた。

## ストーリー
結婚を間近に控えたサマンサとザックは、二人のかけがえのない幸せな日々をビデオカメラに収めることにした。そんなある日、サマンサの妊娠が発覚。大喜びするサマンサとザックだったが、しばらくしてサマンサは何かに憑かれたかのような奇妙な行動を取るようになってしまう。また、二人を付け狙う怪しい集団も姿を見せ始め、二人を精神的に追い詰めていく。そしてついに、サマンサが妊娠している子供の恐ろしい正体が明らかになる。

## キャスト
※括弧内は日本語吹替
- サマンサ・マッコール - アリソン・ミラー（甲斐田裕子）
- ザック・マッコール - ザック・ギルフォード（小松史法）
- トーマス神父 - サム・アンダーソン（仲野裕）
- スージー - ヴァネッサ・レイ（美名）
- エミリー - エイミー・カレロ（英語版）（竹内絢子）
- メイソン - ロバート・ベルーシ
- J・ルドカ医師 - ドナ・デュプランティエ
- ティナ - キャサリン・クレスギ
- ミスカ巡査 - マイケル・パパジョン（英語版）

その他日本語吹替
川島悠美、坂井恭子、福原香織、岡本未来、丸山壮史、寸石和弘、金子修、ブリドカットセーラ恵美、岡田恵、赤城進、魚建、志摩淳、新田万紀子、藤原貴弘